# Shawn Graham
Pour les articles homonymes, voir Graham.
Shawn Michael Graham (né le 22 février 1968) est un enseignant et homme politique canadien. Il est le 31e premier ministre du Nouveau-Brunswick, un poste qu'il occupe depuis sa victoire lors de l'élection générale du 18 septembre 2006. Il a été défait lors de l'élection générale du 27 septembre 2010 par le Parti progressiste-conservateur de David Alward. Son seul mandat a été marqué par une série d'indécisions en matière de politiques, un contexte défavorable sur le plan économique ainsi que la tentative avortée de vendre la compagnie d'électricité provinciale Énergie NB à l'entreprise publique québécoise Hydro-Québec en octobre 2009.

## Biographie
Shawn Graham est né à Rexton, au Nouveau-Brunswick. Il est le fils de Connie Graham et d'Alan Graham, qui a représenté le comté de Kent à l'Assemblée législative pendant 31 ans (1967-1998), ainsi que ministre dans le gouvernement de Frank McKenna.
Il obtient un baccalauréat en éducation physique à l'Université du Nouveau-Brunswick en 1991 puis un baccalauréat en éducation à l'Université Saint-Thomas en 1993. Il suit un programme d'immersion à l'Université canadienne en France durant un an.

## Carrière politique
Shawn Graham est membre de l'Association libérale du Nouveau-Brunswick. Il est élu à la 53e législature pour représenter la circonscription de Kent à l'Assemblée législative du Nouveau-Brunswick le 19 octobre 1998, lors d'une élection partielle. Il obtient 64,6 % des voix face au progressiste-conservateur Everett Sanipass (12,0 %) et à la néo-démocrate Amelia (Millie) Augustine (23,3 %). L'élection partielle avait été rendue nécessaire en raison de la démission de son père, qui a quitté la politique en 1998 après 31 ans de carrière comme député.
Il est réélu à la 54e législature le 7 juin 1999, lors de la 54e élection générale. Il obtient 52,3 % des voix face au progressiste-conservateur Valmond Daigle (39,6 %), au néo-démocrate Charles Richard (6,4 %) et à l'indépendant (J.R.) Jonathan Beers (1,7 %).
Il devient le nouveau chef de l'Association libérale le 12 mai 2002. 
Il est réélu à la 55e législature le 9 juin 2003, lors de la 55e élection générale. Il obtient 55,8 % des voix face au progressiste-conservateur Valmond Daigle (29,4 %) et au néo-démocrate Jerry Cook (14,8 %).

### Premier ministre du Nouveau-Brunswick
Il fait face au premier ministre sortant, le progressiste-conservateur Bernard Lord lors de l'élection provinciale de 2006. Sa victoire sur Lord était devenue plus probable à quelques jours du scrutin et il est élu premier ministre le 18 septembre 2006 et assermenté avec son conseil des ministres le 3 octobre 2006. Il devient chef d'un gouvernement majoritaire après avoir remporté le plus grand nombre de sièges à l'Assemblée législative du Nouveau-Brunswick, bien que les candidats de son parti aient obtenu une plus petite proportion du vote que leurs adversaires conservateurs. 
Dans sa circonscription de Kent, Graham est réélu pour une quatrième fois à la législature avec 52 % des voix face au progressiste-conservateur Aldéo Saulnier (45 %) et au néo-démocrate Graham Cox (3 %).

#### Énergie NB
Le 27 mai 2009, l'Université du Nouveau-Brunswick remet un doctorat honoris causa en droit à Shawn Graham, malgré la controverse entourant le financement du groupe de travail L'Écuyer-Miner par le gouvernement, qui avait recommandé de transformer en Polytechnique le campus à Saint-Jean de cette université, ainsi que l'octroi de tels doctorats à des personnalités politiques en poste.
Le 29 octobre 2009, Shawn Graham signe un protocole d'entente avec son homologue québécois, Jean Charest, qui prévoit la vente de la plupart des actifs d'Énergie NB à Hydro-Québec pour la somme de 4,75 milliards de dollars. En vertu de l'entente, Hydro-Québec obtient le monopole du transport et de la distribution d'électricité au Nouveau-Brunswick à l'exception de trois réseaux municipaux, situés à Edmundston, Saint-Jean et Perth-Andover. L'entente est intervenue après des négociations qui ont duré 9 mois et qui ont été entreprises à la demande du Nouveau-Brunswick.

##### Défaite par les progressiste-conservateurs
Lors de l'élection néo-brunswickoise du 27 septembre 2010, l'Association libérale du Nouveau-Brunswick se retrouve dans l'opposition officielle. Shawn Graham annonce le soir même sa démission future comme chef du parti. Il est réélu de sa circonscription de Kent.

### Démission
À la suite d'une accusation de conflit d'intérêts, il présente sa démission le 22 février 2013, qui prend effet le 11 mars suivant.

## Distinctions
- Doctorat honoris causa en droit, Université du Nouveau-Brunswick, 2009.